# Tetragrapha tessellata
Tetragrapha tessellata là một loài ruồi trong họ Tachinidae.